# F.C. Nauti
Nauti FC este un club de fotbal din Funafuti, Tuvalu, care joacă în divizia A din Tuvalu.
Terenul propriu este Tuvalu Sports Ground, singurul teren de fotbal din Tuvalu. Nauti este cea mai de succes echipă din Tuvalu, cu cele mai multe trofee dintre toate echipele întregii națiuni. Nauti joacă la nivel de amatori, așa cum o fac toate echipele din Tuvalu. De asemenea au o echipă B și o echipă feminină.

## Istoria
Nauti a fost fondată în 1980, sub numele de Combined Devils. Numele a fost inițiat de Igatia Talesi. Echipa își avea începuturile încă din 1976, când a fost formată ca o echipa mixtă, cu oameni din Funafuti și alte insule din Tuvalu, cu numele Combined Devils.
În 1980 Nauti/Combined Devils a fost oficial recunoscută ca echipă de fotbal din Funafuti. Primul echipament, de culoare roșie, al echipei a fost sponsorizat de excelența sa Right Hon Kamuta Latasi. Echipa încă mai utilizează echipamentul de culoare roșie; modelele variază, dar rămân roșii și albe. Nauti a câștigat cupa Independenței în 1988, acesta fiind primul trofeu al echipei, și de asemenea în 1990 și 1999. În 2001 numele a fost schimbat in F.C. Nauti.
În perioada 1980-1990 echipa nu a fost niciodată învinsa de Vaitupu, Nukulaelae, Naumaga, Nui sau echipa de poliție a statului Tuvalu. Ea a fost învinsa doar de către Nukufetau (după loviturile de pedeapsă, în 1982), o dată de Nanumea și o dată de Nuitao (în turneele eliminatorii).
În 1991, aerodromul a fost închis și turneele de fotbal din capitala Funafuti au ajuns la un impas. Meciurile de fotbal s-au  jucat din nou în 1997.
F.C. Nauti a jucat în mai multe finale pentru Cupa Independenței. A câștigat cupa în 2003, 2008 și 2009. Nauti este cel mai de succes club din Tuvalu, după ce a câștigat cele mai multe titluri în prima divizie din Tuvalu, divizie înființată în anul 2001. Nauti a câștigat primul titlu în 2005. Din 2007, a câștigat liga de șapte ori la rând. 2009 a fost anul cel mai de succes pentru F.C. Nauti, echipa câștigând un total de trei trofee.

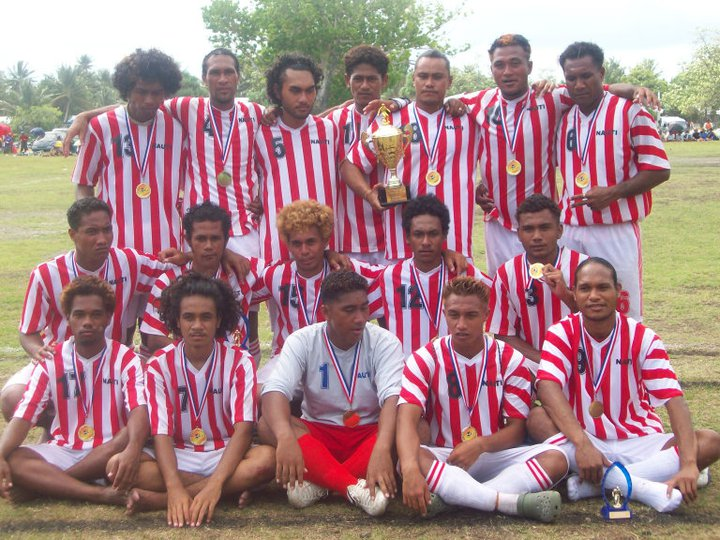
Nauti FC

## Onoruri

### Liga
- Divizia A din Tuvalu
 
  - Câștigători (16): 2005, 2007, 2008, 2009, 2010, 2011, 2012, 2013, 2014, 2015, 2016, 2019, 2020, 2022, 2023.

### Cupa
- Cupa Independenței
  - Câștigătorii (6): 1988, 1990, 1999, 2003, 2008, 2009
  - Runners-up (5): 1998, 2004, 2007, 2012, 2013
- Cupa NBT 
  - Câștigătorii (3): 2009, 2010, 2016
- Jocurile din Tuvalu 
  - Runners-up (2): 2010, 2013
- Cupa Craciunului
  - Runners-up (1): 2011

## Legături externe
- vriendenvantuvalu.nl
- tnfa.tv